# Casa das Máquinas
Casa das Máquinas é uma banda brasileira de rock fundada em 1973 na cidade de São Paulo.
Iniciaram a carreira com o nome de Os Novos Incríveis realizando uma turnê pelo país. Após trocarem de nome, são contratados pela gravadora Som Livre e lançam um álbum autointitulado, em 1974, com uma abordagem musical diversificada e em que mantém um estilo próximo a Os Incríveis na maioria das canções. No ano seguinte, após trocas na formação, lançam um segundo álbum, Lar de Maravilhas, que traz uma orientação musical mais próxima ao rock progressivo, mas mantendo a temática das letras. Com novas trocas de formação, lançam Casa de Rock, em 1976, com uma abordagem musical e lírica mais simples e direta, próxima ao hard rock setentista. Entretanto, devido a um incidente envolvendo dois integrantes da banda ocorrido em setembro de 1977, foram obrigados a encerrar a carreira em abril de 1978. Quase três décadas mais tarde, no final de 2007, o grupo retornou aos palcos para apresentações esporádicas, como no Festival Psicodália de 2008 e na Virada Cultural Paulista do mesmo ano. A partir de 2010, a banda retorna de vez com uma agenda de shows mais regular. Finalmente, em 2022, lançaram Brilho nos Olhos, seu álbum mais recente.
Suas principais músicas são "Vou Morar no Ar" e "Casa de Rock".

## Carreira

### Formação da banda
Em 1972, com o grande sucesso "Eu Te Amo, Meu Brasil" - lançada no final de 1970 - os executivos da gravadora RCA queriam que a banda Os Incríveis gravassem outras músicas ufanistas como aquela. Isto criou problemas e dividiu o grupo, provocando a saída de Manito - que, após breve passagem por Os Mutantes, em 1973, formou o grupo Som Nosso de Cada Dia - e de Netinho. O baterista reuniu, então: Aroldo Santarosa, guitarrista e vocalista, originalmente da banda Som Beat, mas que havia substituído Risonho em Os Incríveis no final de 1970, após participar do álbum de estreia da carreira solo de Manito; Piska, guitarrista novato; Pique Riverte, tecladista e saxofonista que havia tocado no The Flyers e participado da RC7 - a banda de apoio de Roberto Carlos, mas que Netinho conhecia da participação dele no disco solo de Manito, O Incrível Manito; e Carlos Geraldo, o Cargê, que havia tocado com os Brazilian Beatles, de Porto Alegre, e acompanhado Wanderléa e Roberto Carlos.
No início, rodam o país em shows como Os Novos Incríveis, com um repertório de clássicos do rock, que incluía músicas de Elvis Presley, Paul Anka e Neil Sedaka. Entretanto, como os outros membros de Os Incríveis decidiram retomar a banda a partir de 1973 - com a volta de Risonho, eles precisaram encontrar um novo nome. Decidiram por Casa das Máquinas e conseguiram um contrato de gravação com a gravadora do Grupo Globo, a Som Livre.

### Casa das Máquinas
No início de 1974, após assinarem contrato com a Som Livre, entram em estúdio para a gravação de seu primeiro álbum de estúdio. Casa das Máquinas foi lançado em julho de 1974, com produção de Eustáquio Sena, famoso por ter produzido Acabou Chorare, o segundo álbum dos Novos Baianos. Neste disco, a banda parece ainda procurar uma identidade sonora, com as canções passeando entre rocks ingênuos no estilo da Jovem Guarda, baladas e hard rock. A banda chega até a lembrar o próprio Os Incríveis, em alguns momentos. A capa traz os membros da banda com maquiagem, o que parece fazer referência tanto aos Secos & Molhados - que haviam vendido mais de 1 milhão de cópias de seu álbum de estreia - quanto a Alice Cooper - que havia feito show de sucesso no Anhembi em 30 de abril daquele ano.
O disco conta com a maior parte de suas canções compostas por Aroldo e Carlos Geraldo, com participações pontuais de Netinho e Piska. O texto da contracapa do disco mostra que, apesar de Netinho ser o líder da banda, Aroldo era a cabeça pensante e quem trazia os temas de religiosidade e contracultura para as letras do álbum. Para promover o disco, a gravadora lançou a canção "Tudo Porque Eu te Amo", em um compacto duplo - 2 + 2 - dividido com artistas internacionais e com o Azymuth.
Após o lançamento do disco, o quinteto roda o Brasil já que a banda dispunha de uma das aparelhagens mais modernas do mercado de shows no país, além de famoso ônibus para excursões e um escritório que cuidava da promoção e agendamento de apresentações, tudo herdado por Netinho de Os Incríveis. Este acabaria sendo o único álbum lançado com a formação original, já que Pique saiu da banda antes da gravação do próximo disco.

### Lar de Maravilhas
Após resultados satisfatórios com as vendas do álbum e do compacto - os produtos venderam 16 mil e 60 mil cópias, respectivamente, a banda recebeu o sinal verde para entrar em estúdio e gravar um novo disco. Com a saída de Pique, precisavam de um novo tecladista. Netinho então toma uma decisão ousada e convida dois membros de Os Botões - banda que acompanhava Dave Maclean: Mário Testoni Júnior, tecladista, e Mário Franco Thomaz, seu irmão. Com isso, a banda passa a contar com duas baterias. Bandas estrangeiras de rock já haviam tocado com dois bateristas, como a The Allman Brothers Band e o Grateful Dead. Ambas, se diziam inspiradas pelos The J.B.'s, a banda de apoio de James Brown. No Brasil, a RC-7, banda de apoio de Roberto Carlos, havia tocado com dois bateristas no início dos anos 1970, durante a "fase soul" do cantor. O Casa adicionou outro baterista porque isto aumentava o peso da banda e permitia uma participação maior dos bateristas nos vocais de apoio.
Assim, com essa nova formação, gravam Lar de Maravilhas, que é lançado pela Som Livre em setembro de 1975. Neste disco, o grupo modifica sua orientação para mais próximo do rock progressivo, com harmonias melódicas nos vocais, extensos temas instrumentais, mudanças de andamento durante as músicas e solos instrumentais virtuosos. Os temas das canções continuam parecidos com os do álbum anterior: uma religiosidade intrínseca, citações à contracultura e um desejo de se libertar. Novamente, Aroldo assina um texto na contracapa do disco e é responsável, juntamente com Carlos Geraldo, por grande parte das letras, embora haja uma participação maior de outros membros, como Netinho e Piska. Também, é neste disco que se inicia a participação de Catalau como letrista na banda. Jovem de apenas 16 anos, ele havia conhecido Netinho que viu um potencial de letrista no adolescente que, pouco mais de uma década depois, seria vocalista do grupo Golpe de Estado.
Para promover o álbum, a gravadora lança a canção "Vou Morar no Ar" como parte de um compacto duplo - Duplão Duplão - dividido com artistas internacionais e Moraes Moreira. O disco rapidamente vende mais de 10 mil cópias, mas a banda perde o baixista Carlos Geraldo logo depois do lançamento do disco. Saem novamente em turnê, desta vez com Piska alternando entre baixo e guitarra. As mudanças continuam e, após a turnê, Aroldo também deixa o conjunto. Logo após, Netinho faz mais uma viagem à Londres - o baterista ia frequentemente para a capital da Inglaterra assistir a shows e descobrir as novidades - onde encontra-se com os músicos do Genesis. Na volta, decide reformular a direção musical da banda e vai atrás de um vocalista para o grupo. Assim, em julho de 1976, convida Simbas - vocalista da banda de bailes Mountry desde 1970 - para entrar no grupo. Simbas aceita e faz o primeiro show com o conjunto em 17 de setembro daquele ano.

### Casa de Rock
Em setembro de 1976, a banda entra em estúdio para gravar o seu próximo disco. Desta vez, o engenheiro de som Don Lewis - que veio ao Brasil com Alice Cooper, em 1974 - dividiu a produção junto com Netinho. Essa participação possibilitou que o disco tivesse um som melhor do que os anteriores, devido às técnicas de gravação trazidas pelo engenheiro. Assim, em dezembro daquele ano sai Casa de Rock, lançado também pela Som Livre. Este álbum traz uma mudança em sonoridade - com a banda passando a fazer um hard rock setentista direto, com poucos floreios - e também nos temas das letras das canções. Embora ainda mantenha um foco na libertação e na contracultura, desaparecem completamente os temas mais místicos e religiosos. Musicalmente, o disco traz grande influência de Piska, que tocou guitarra e baixo neste álbum. As letras são, quase todas, assinadas por Netinho, Catalau ou Piska. Após o lançamento, a banda recruta João Alberto para tocar o baixo na banda.
Para promover o disco, a gravadora lançou a canção "Casa de Rock" como parte de um compacto duplo - Quatro Super - dividido com artistas internacionais e com Ricardo Coração de Leão. Além disso, a banda gravou um vídeoclipe da mesma canção - a bordo do NtrT Ary Parreiras - G21, embarcação pertencente à Força de Transporte da Marinha de Guerra do Brasil - para exibição no programa Fantástico, no ano de 1977. Novamente, saem em turnê e fazem apresentações em emissoras de rádio e televisão, chegando a ter uma performance gravada na TV Tupi para exibição no programa Som Pop censurada devido à performance andrógina de Simbas.
Entretanto, no início de setembro de 1977, Mário Testoni Júnior deixa a banda para integrar o grupo Pholhas. A banda resolve seguir sem tecladista fixo: Piska tocava teclado em algumas músicas que não precisavam de guitarra, como "Vale Verde" e "Mania de Ser".

### Fim do grupo
Em setembro de 1977, Netinho viajou à Europa para conseguir apresentações do grupo por lá, enquanto os outros integrantes ficavam no Brasil para promover a banda por aqui. No dia 17, durante uma ida à TV Record, em São Paulo, para realizar uma apresentação, ocorreu um incidente no qual Simbas, Piska, o roadie Sidnei Giraldi e o irmão adolescente do vocalista se envolveram em uma briga - que teve origem em uma colisão automobilística - com um operador de câmera - Lucínio de Faria - e um motorista - João Luís da Silva Filho - daquela emissora. O cinegrafista ficou machucado e foi orientado por funcionários da emissora a não procurar nem um hospital nem a polícia. Entretanto, no dia seguinte, ele acordou muito mal e foi encaminhado a um hospital em Santo André, onde foram constatados hematomas nas pernas e no abdômen, que resultaram em ruptura do fígado e lesões pulmonares, devido a costelas quebradas. Em pouco tempo após a sua admissão, Lucínio morreu devido aos ferimentos. As lesões no fígado foram determinantes para o óbito, já que o cinegrafista já tivera problemas hepáticos e cardíacos.
Na sequência, os dois músicos e o roadie passaram a responder a processo por homicídio doloso e a imprensa começou a associar o nome da banda com o caso: não eram mais 3 pessoas sendo julgadas, mas a banda. Com isto, o grupo acabaria sete meses depois, em abril de 1978, quando, em um show no Luna Park, em Buenos Aires na Argentina, Netinho comunicou ao resto dos integrantes a dissolução do grupo. Após mais de uma década e dois julgamentos por júri, todos os acusados seriam inocentados já que a demora para procurar atendimento foi considerada determinante para a morte do cinegrafista.

### O retorno (Brilho nos Olhos)
No final de 2007, Netinho recebe um convite para uma única apresentação em Matão, no interior de São Paulo. A recepção do público é melhor do que o baterista esperava, surpreendendo-o.
Em janeiro do ano seguinte, Netinho recebe uma proposta para tocar no Festival Psicodália, em São Martinho, Santa Catarina. O baterista aceita e remonta a banda com Andria Busic (baixo e vocal), Faiska (guitarra), Mário Testoni Júnior (teclados e vocais) e Mário Franco Thomaz (bateria e vocais). A apresentação é um sucesso e a banda lança um EP com tiragem de 500 cópias - Ensaio 2007 - gravado nos ensaios para a apresentação em Matão e contendo algumas das músicas do grupo com novos arranjos. Em 26 de abril, a banda se apresenta novamente - com a adição de Sandro Haick, na guitarra, dessa vez na Virada Cultural Paulista. As apresentações são bem recebidas pelo público, levando a banda a continuar fazendo apresentações esporádicas neste e no ano seguinte. Em 2 de abril de 2009, chegam a dividir o palco com Os Incríveis no lançamento da autobiografia de Netinho.
No início de 2010, Netinho e seu filho, Sandro Haick, comunicam ao resto da banda que passariam a se dedicar apenas a Os Incríveis, já que vinham tocando nas duas bandas desde a volta do Casa, o que prejudicava a agenda dessa última banda. Assim, Mário Testoni assume a liderança do conjunto e monta uma formação para levar a banda pra frente, tendo uma verdadeira agenda de shows, e não apenas apresentações esporádicas. Então, a formação passa por modificações, saindo também Andria Busic e Faiska. Para os seus lugares, entram João Luiz (vocal), Leonardo Testoni (guitarra) - filho do tecladista - e Fábio Cesar (baixo). A banda anuncia seu retorno definitivo em show no Carioca Club, em São Paulo. Após quase 2 anos de estrada, Leonardo Testoni anuncia sua saída da banda, entrando Marcello Schevano para o seu lugar, já no início de 2013.
No início de 2019, a banda anunciou a saída de 3 integrantes: João Luiz (vocal), Marcello Schevano (guitarra) e Fábio Cesar (baixo). Eles foram substituídos, respectivamente, por Ivan Gonçalves, Cadu Moreira e Geraldo Vieira e a banda continuou excursionando e fazendo shows pelo país. Em 27 de março de 2020, a banda lançou o single "A Rua" - canção de Aroldo Santarosa que gravou os dois primeiros álbuns com a banda, mas que passou a morar nos Estados Unidos - via streaming e download digital e anunciou que pretendia lançar um novo álbum de estúdio ainda naquele ano. Mais tarde, em junho, lançaram o single "Brilho nos Olhos" e anunciaram que este também seria o nome do novo álbum, com lançamento previsto até o último semestre de 2020. Em 4 de dezembro de 2020, lançam o single "Horizonte". Em fevereiro de 2022, Ivan deixou a banda e Rodrigo Grecco assumiu como vocalista. Finalmente, em abril de 2022, lançaram Brilho nos Olhos, seu primeiro álbum em 46 anos.

## Integrantes

### Formação atual
- Rodrigo Grecco: vocal (2022 - atualmente)
- Cadu Moreira: guitarra (2019 - atualmente)
- Mário Testoni Júnior: órgão, teclados, piano e vocais (1975 - 1978; 2008 - atualmente)
- Geraldo Vieira: baixo (2019 - atualmente)
- Lucas Tagliari: bateria (2020 - atualmente)

### Outros integrantes
- Simbas: vocal (1976 - 1978)
- João Luiz: vocal (2010 - 2019)
- Ivan Gonçalves: vocal (2019 - 2022)
- Aroldo Santarosa: guitarra e vocal (1973 - 1975)
- Piska: guitarra e vocais (1973 - 1978)
- Faiska: guitarra (2008 - 2010)
- Sandro Haick: guitarra (2008 - 2010)
- Leonardo Testoni: guitarra (2010 - 2012)
- Marcello Schevano: guitarra (2012 - 2019)
- Cargê: baixo e vocal (1973 - 1975)
- João Alberto: baixo (1976 - 1978)
- Andria Busic: baixo e vocal (2008 - 2010)
- Fábio Cesar: baixo (2010 - 2019)
- Pique Riverte: órgão, teclados e piano (1973 - 1975)
- Netinho: bateria e vocais (1973 - 1978; 2008 - 2010)
- Mário Franco Thomaz: bateria e vocais (1975 - 1978; 2008 - 2020)

## Discografia
Discografia dada pelo IMMuB.

### Estúdio
- 1974 - Casa das Máquinas (Som Livre)
- 1975 - Lar de Maravilhas (Som Livre)
- 1976 - Casa de Rock (Som Livre)
- 2020 - Brilho nos Olhos

### Coletânea
- 1977 - Miami, Julio 1977 (Som Livre)[nota 1]
- 2000 - Pérolas (Som Livre)

### Compactos duplos (EP)
- 1975 - 2 + 2 (Som Livre)[nota 2]
- 1976 - Duplão Duplão (Som Livre)[nota 3]
- 1977 - Quatro Super (Som Livre)[nota 4]
- 2008 - Ensaio 2007 (Independente)